# Trichocladium pyriforme
Trichocladium pyriforme är en svampart som beskrevs av M. Dixon 1968. Trichocladium pyriforme ingår i släktet Trichocladium och familjen Chaetomiaceae.   Inga underarter finns listade i Catalogue of Life.